# Нортенко Василь Іванович
Василь Іванович Нортенко — Герой Радянського Союзу, командир 65-го взводу окремого танкового полку 8-ї гвардійської армії Першого Білоруського фронту.

## Біографія
Народився в сім'ї залізничника. Закінчив 7 класів місцевої школи та 2 курси Дніпропетровського технікуму фізкультури. В червні 1941 року Василя Івановича було призвано в Червону Армію Васильківським райвійськкоматом Дніпропетровської області. У вересні 1942 року закінчив Харківське танкове училище. У боях Другої світової війни з березня 1943 року.

## Воєнні роки
Василь Нортенко брав участь у боях за визволення Харкова і в танковому рейді по тилах ворога. Командування відкликало його як досвідченого танкіста для навчально-інструкторської роботи, але невдовзі він знову повертається на фронт. В січні 1945 року разом з своїм танковим взводом захопив міст через річку Варту, знищивши
Командир взводу танків Т-34 кандидат в члени ВКП(б) лейтенант Василь Нортенко відзначився в січні 1945 року в районі селища Едліньськ за 12 кілометрів на північ від польського міста Радом. Танкісти його взводу захопили міст через річку Варту та вступили в бій з двадцятьма танками і самохідними артилерійськими уставками, знищивши тринадцять танків, двадцять три автомашини і до роти німецьких військ.
Василь Нортенко особисто знищив шість танків і тринадцять автомашин з боєприпасами і до 45 чоловік особистого складу противника, після чого німецькі частини змушені були відійти.
Указом Президії Верховної Ради СРСР від 24 березня 1945 року «за зразкове виконання бойових завдань командування і виявленні при цьому геройство і мужність лейтенант Нортенко Василю Івановичеві отримав звання Героя Радянського Союзу з врученням ордена Леніна і медалі „Золота Зірка“» (№ 7324).

## Післявоєнні роки
Після війни Василь Нортенко продовжував службу у Збройних Силах, закінчив військову кар'єру 1954 року в ранзі капітана запасу.
Працював столяром в місті Туймази, Республіка Башкортостан, потім переїхав у місто Семипалатинськ, Казахстан. В останні роки життя проживав в селі Краснощьоково Алтайського краю.